# Список жертв катастрофы на Байконуре (1960)
В списке жертв катастрофы на Байконуре, произошедшей 24 октября 1960 года представлены военнослужащие и гражданские специалисты, погибшие и раненные во время катастрофы, произошедшей при подготовке первого испытательного пуска баллистической ракеты Р-16.
Во время подготовки на стартовом комплексе находилось большое количество военнослужащих и гражданских специалистов, в том числе не участвующих непосредственно в проведении подготовительных процедур. На месте катастрофы погибло 74 человека. Многие испытатели получили ранения, ожоги и отравление газами и были эвакуированы в госпиталь посёлка Ленинский. 4 человека умерли во время лечения. Кандидат исторических наук подполковник В. И. Ивкин в 1994 году по поручению Главнокомандующего РВСН И. Д. Сергеева и в 1999 году по заданию Главнокомандующего РВСН В. Н. Яковлева проводил исследования катастрофы и её последствий, в том числе проследил судьбы пострадавших до 1999 года. По результатам исследований были обнародованы количество жертв катастрофы (78 человек) и поимённые списки погибших и раненых.

## Хронология катастрофы
Постановление ЦК КПСС и Совета Министров СССР о разработке межконтинентального ракетного комплекса Р-16 было принято 13 мая 1959 года. Головным разработчиком ракетного комплекса Р-16 было конструкторское бюро ОКБ-586, под руководством М. К. Янгеля. Разработкой двигателя занималось конструкторское бюро ОКБ-456, под руководством В. П. Глушко. За системы управления отвечал ряд конструкторских бюро: гироскопические системы — НИИ-994 В. И. Кузнецова, системы управления — ОКБ-692 Б. М. Коноплёва и В. Г. Сергеева. Разработчиками стартового комплекса (наземная и шахтная стартовые позиции), были конструкторские бюро, возглавляемые В. И. Капустинским и Е. Г. Рудяком. Значительный вклад в разработку межконтинентального ракетного комплекса внёс 4-й НИИ Министерства Обороны. Стартовый комплекс на площадке 41, техническую позицию на площадке 42 и жилой городок на площадке 43 начали строить с осени 1959 года, а к октябрю 1960 года строительные работы были завершены. Осенью 1959 года для проведения испытаний ракеты Р-16 в составе службы НОИР в/ч 11284 началось формирование 2-го управления (в/ч 14332). Личный состав в основном брался из числа офицеров 1-го управления. Начальником 2-го управления был назначен инженер-подполковник Рубен Мартиросович Григорьянц. В декабре 1959 года сотрудники 2-го управления были отправлены на стажировку на предприятия, участвовавшие в разработке и изготовлении новой ракеты. В феврале-марте при формировании штатов 2-го управления были сформированы ключевые отделы: 22-й отдел — комплексных испытаний и пуска (руководитель инженер-подполковник А. С. Матрёнин), 23-й отдел — автономных испытаний (руководитель инженер-подполковник В. Д. Леонов), 24-й отдел — наземного оборудования (руководитель инженер-подполковник С. Д. Титов). 18 марта 1960 года на Байконур прибыл инженерный полк резерва Верховного Главнокомандования (командир полка полковник А. А. Кабанов), который должен был проводить испытания ракеты Р-16. 28 июня 1960 года для проведения испытаний ракеты Р-16 полк был переведён на штат ракетного полка. В августе 1960 года в ряды сотрудников 2-го управления влились выпускники военных училищ и академий. 31 августа под руководством его председателя Главкома РВСН Главного маршала артиллерии М. И. Неделина прошло первое заседание Госкомиссии, которое дало старт испытаниям. В середине сентября завершились строительно-монтажные работы на левом старте площадки 41. Первый лётный экземпляр ракеты Р-16 «Изделие 8К-64 №ЛД1—3Т» прибыло в МИК площадки 42 26 сентября. 21 октября в 8 часов изделие было вывезено на стартовую позицию площадки 41 (левый старт). Запуск был запланирован на вечер 23 октября, но возникшие неполадки заставили сместить дату запуска на более поздний срок. 24 октября в 18:45 по местному времени произошёл несанкционированный запуск двигателя второй ступени, который привёл к возникновению пожара, ставшего причиной катастрофы.

## Итоги катастрофы
На момент катастрофы на площадке 41 находилось 250 военнослужащих и гражданских специалистов. По официальным данным, в катастрофе погибло 74 человека военных и гражданских специалистов. Среди погибших были: главный маршал артиллерии М. И. Неделин, главный конструктор системы управления Б. М. Коноплёв, заместители главного конструктора ракеты В. А. Концевой и Л. А. Берлин, заместитель главного конструктора двигателя Г. Ф. Фирсов, заместитель начальника полигона полковник А. И. Носов, начальник 1-го управления полигона подполковник Е. И. Осташев и начальник 2-го управления подполковник Р. М. Григорьянц. 53 человека получили ранения и ожоги разной степени тяжести, в том числе: главный конструктор ракеты М. К. Янгель, начальник полигона полковник К. В. Герчик, командир полка полковник А. А. Кабанов.
Сразу же была развёрнута спасательная операция, в которой участвовали все спасшиеся и вновь прибывшие гражданские и военные специалисты. Выжившие переправлялись в госпиталь, в посёлок Ленинск (в/ч 25718), где им оказывалась помощь. К сожалению, уже в госпитале умерло три человека: подполковник Н. М. Салло, капитан А. М. Симонян и сержант Я. С. Симкив.
Среди погибших было два представителя Министерства Обороны, два представителя управления полигона, один офицер 1-го управления, 16 офицеров 2-го управления, 16 офицеров и 20 солдат в/ч 14322, 17 гражданских специалистов. Выжили, но получили ранения: один представитель Министерства Обороны, один начальник полигона, два сотрудника КГБ, 7 офицеров 2-го управления, 17 офицеров и 13 солдат в/ч 14322, 1 офицер другой части и 7 представителей промышленности.
54 погибших военнослужащих были похоронены в братской могиле в Ленинске. Погибшие гражданские специалисты были похоронены по месту жительства. Урна с прахом Главного маршала артиллерии М. И. Неделина была установлена в Кремлёвской стене.
После катастрофы среди личного состава 2-го управления сложилась тяжёлая морально-психологическая обстановка. В результате пожара погибли начальник управления инженер-подполковник Р. М. Григорьянц и 14 офицеров, ранены семь офицеров. Некоторых офицеров пришлось перевести в другие части полигона, а для возобновления работ были привлечены офицеры полигона Капустин Яр. Новым руководителем 2-го управления был назначен переведённый из Капустина Яра инженер-подполковник А. А. Курушин. Офицеры и солдаты 2-го управления и в/ч 14332 смогли преодолеть возникшие трудности и продолжили испытания ракеты Р-16. В январе 1961 года пострадавшая стартовая позиция была восстановлена, а 2 февраля 1961 года состоялся первый запуск ракеты Р-16.

## Увековечивание памяти жертв катастрофы
Через 16 дней после катастрофы начальник Ленинского гарнизона гвардии полковник Александр Григорьевич Захаров издал приказ, в котором объявил «конкурс на проект памятника для братской могилы на площадке 10». В частности, в приказе говорилось:

В целях увековечения памяти похороненных в братской могиле на площадке 10, командование войсковой части 11284 получило разрешение возвести на могиле памятник. Проект памятника приказано выполнить силами инженерно-технического персонала гарнизона, в связи с чем, объявлен конкурс на лучший проект.— 
В приказе были сформулированны условия проектирования памятника, среди которых оговаривалось: «…композиция должна отвечать главной аллее парка, являющейся местом прогулок и отдыха жителей 10-й площадки». 14 апреля 1961 года в приказе начальника гарнизона был обнародован победитель конкурса — проект памятника, автором которого был техник отдела капитального строительства рядовой В. И. Мартынов.
- Памятник на братской могиле погибших в катастрофе 24 октября 1960 года («Солдатский парк», Ленинск)
- Памятник на месте катастрофы 24 октября 1960 года (площадка 41, космодром Байконур)

20 декабря 1999 года в соответствии с Указом Президента Российской Федерации 99 человек были награждены орденом Мужества с формулировкой «За мужество и самоотверженность, проявленные при исполнении воинского долга». В число награждённых вошли 57 человек, погибших 24 октября 1960 года, три человека, умершие от ожогов и травм в октябре 1960 года и 39 человек, получивших ожоги и травмы. Среди награждённых не было ни одного гражданского специалиста.

## Список погибших непосредственно во время катастрофы
| Звание                    | Должность                                        | ФИО                               | Год рождения | Примечания                                                          |
| ------------------------- | ------------------------------------------------ | --------------------------------- | ------------ | ------------------------------------------------------------------- |
| Главный маршал артиллерии | Главнокомандующий Ракетными войсками             | Неделин, Митрофан Иванович        | 1902         | Официально было заявлено о гибели в авиакатастрофе                  |
| Инженер-полковник         | Зам. начальника 4-го управления ГУРВО            | Прокопов, Николай Афанасьевич     | 1920         |                                                                     |
| Инженер-полковник         | Зам. начальника части по НОИР                    | Носов, Александр Иванович         | 1913         |                                                                     |
| Инженер-полковник         | Начальник 3-го отдела                            | Азоркин, Александр Григорьевич    | 1919         |                                                                     |
| Инженер-полковник         | Начальник 2-го управления                        | Григорьянц, Рубен Мартиросович    | 1920         |                                                                     |
| Инженер-полковник         | Начальник 23-го отдела                           | Леонов, Василий Дмитриевич        | 1922         |                                                                     |
| Инженер-полковник         | Начальник 1-го управления                        | Осташев, Евгений Ильич            | 1924         |                                                                     |
| Инженер-полковник         | Зам. начальника 24-го отдела                     | Сакунов, Андрей Васильевич        | 1922         |                                                                     |
| Подполковник              | Командир дивизиона                               | Шмелёв, Сергей Иванович           | 1924         |                                                                     |
| Майор                     | Начальник хим. службы в/ч 14332                  | Махно, Владимир Владимирович      | 1919         |                                                                     |
| Инженер-майор             | Зам. командира дивизиона в/ч 14332               | Магнитский, Борис Николаевич      | 1924         |                                                                     |
| Инженер-капитан           | Зам. командира в/ч 14332                         | Агей, Владимир Михайлович         | 1927         |                                                                     |
| Инженер-капитан           | Начальник группы 22-го отдела                    | Иньков, Геннадий Александрович    | 1930         |                                                                     |
| Инженер-капитан           | Инженер 24-го отдела                             | Калабушкин, Александр Кузьмич     | 1927         |                                                                     |
| Инженер-капитан           | Начальник группы 24-го отдела                    | Кривошеин, Виктор Михайлович      | 1926         |                                                                     |
| Капитан                   | Начальник группы в/ч 14332                       | Родионов, Павел Емельянович       | 1927         |                                                                     |
| Капитан                   | Зам. начальника группы в/ч 14332                 | Ковтуненко, Иван Никифорович      | 1929         |                                                                     |
| Старший лейтенант         | Начальник расчёта в/ч 14332                      | Гарасько, Николай Васильевич      | 1934         |                                                                     |
| Старший лейтенант         | Начальник расчёта в/ч 14332                      | Диденко, Леонид Фёдорович         | 1936         |                                                                     |
| Старший лейтенант         | Старший техник борт-журнала в/ч 14332            | Новиков, Николай Константинович   | 1933         |                                                                     |
| Старший инженер-лейтенант | Инженер 22-го отдела                             | Глушенко, Эдуард Трофимович       | 1937         |                                                                     |
| Старший инженер-лейтенант | Старший инженер лаборатории 23-го отдела         | Зарайский, Игорь Иванович         | 1937         |                                                                     |
| Старший инженер-лейтенант | Начальник лаборатории 23-го отдела               | Князев, Александр Иванович        | 1933         |                                                                     |
| Старший инженер-лейтенант | Инженер 22-го отдела                             | Кучин, Иван Павлович              | 1932         |                                                                     |
| Старший инженер-лейтенант | Старший инженер 22-го отдела                     | Мануленко, Владимир Алексеевич    | 1935         |                                                                     |
| Старший инженер-лейтенант | Старший инженер 22-го отдела                     | Стекольщиков, Александр Иванович  | 1933         |                                                                     |
| Инженер-лейтенант         | Инженер 22-го отдела                             | Купреев, Марат Тимофеевич         | 1937         |                                                                     |
| Инженер-лейтенант         | Инженер 24-го отдела                             | Мироненко, Эдуард Фёдорович       | 1938         |                                                                     |
| Инженер-лейтенант         | Инженер 23-го отдела                             | Синявский, Валерий Михайлович     | 1936         |                                                                     |
| Техник-лейтенант          | Старший техник 23-го отдела                      | Брицын, Иван Григорьевич          | 1938         |                                                                     |
| Техник-лейтенант          | Начальник расчёта в/ч 14332                      | Кречик, Анатолий Дмитриевич       | 1939         |                                                                     |
| Техник-лейтенант          | Старший техник расчёта в/ч 14332                 | Лысенко, Михаил Павлович          | 1939         |                                                                     |
| Техник-лейтенант          | Старший техник расчёта в/ч 14332                 | Милоглядов, Виталий Ксенофонтович | 1939         |                                                                     |
| Техник-лейтенант          | Старший техник расчёта в/ч 14332                 | Мочалин, Пётр Васильевич          | 1936         |                                                                     |
| Техник-лейтенант          | Старший техник расчёта в/ч 14332                 | Неменков, Валентин Семёнович      | 1938         |                                                                     |
| Техник-лейтенант          | Начальник пожарной команды в/ч 14332             | Свирин, Михаил Андреевич          | 1938         |                                                                     |
| Техник-лейтенант          | Старший техник расчёта в/ч 14332                 | Каракулов, Евгений Александрович  | 1939         |                                                                     |
| Сержант                   | Командир отделения                               | Полешко, Александр Игнатьевич     | 1939         |                                                                     |
| Сержант                   | Командир отделения расчёта                       | Уваров, Анатолий Петрович         | 1938         |                                                                     |
| Сержант                   | Командир отделения шлемофонной связи             | Юдин, Александр Васильевич        | 1939         |                                                                     |
| Сержант                   | Командир отделения электрик                      | Козлов, Евгений Петрович          | 1939         |                                                                     |
| Сержант                   | Командир отделения                               | Миронов, Никонор Николаевич       | 1937         |                                                                     |
| Сержант                   | Командир отделения — старший механик установщика | Краевский, Владимир Георгиевич    | 1939         |                                                                     |
| Младший сержант           | Командир отделения — старший механик стола       | Королёв, Евгений Павлович         | 1938         |                                                                     |
| Ефрейтор                  | Электрик-приборист                               | Малышев, Алексей Александрович    | 1938         |                                                                     |
| Ефрейтор                  | Шофер-механик                                    | Доржеев, Алексей Андреевич        | 1938         |                                                                     |
| Рядовой                   | Водитель                                         | Пугаревич, Валентин Иванович      | 1940         |                                                                     |
| Рядовой                   | Электрик                                         | Гераськин, Василий Фёдорович      | 1940         |                                                                     |
| Рядовой                   | Наводчик                                         | Боровков, Виктор Никонорович      | 1939         |                                                                     |
| Рядовой                   | Водитель                                         | Шмаков, Георгий Васильевич        | 1938         |                                                                     |
| Рядовой                   | Механик стола                                    | Макаров, Виктор Иванович          | 1940         |                                                                     |
| Рядовой                   | Механик установщика                              | Стуков, Геннадий Акимович         | 1940         |                                                                     |
| Рядовой                   | Электромеханик                                   | Худяков, Владимир Дмитриевич      | 1940         |                                                                     |
| Рядовой                   | Шофер-механик                                    | Марков, Александр Леонидович      | 1940         |                                                                     |
| Рядовой                   | Старший механик обмывочной машины                | Замский, Леонид Максимович        | 1940         |                                                                     |
| Рядовой                   | Шофер-механик                                    | Сизых, Василий Иванович           | 1940         |                                                                     |
| Рядовой                   | Телефонист                                       | Кобзарь, Владимир Иванович        | 1939         |                                                                     |
| Гражданский специалист    | ст. инженер отдела                               | Аля-Бруздинский, Евгений Ильич    |              | П/я 203 (ОКБ-586), город Днепропетровск                             |
| Гражданский специалист    | зам. нач. отдела                                 | Орлинский, Виктор Вадимович       |              | П/я 203 (ОКБ-586), город Днепропетровск                             |
| Гражданский специалист    | инженер                                          | Ерченко, Леонид Павлович          |              | П/я 203 (ОКБ-586), город Днепропетровск                             |
| Гражданский специалист    | инженер                                          | Карайченцев, Владимир Георгиевич  |              | П/я 203 (ОКБ-586), город Днепропетровск                             |
| Гражданский специалист    | Зам. гл. конструктора                            | Берлин, Лев Абрамович             |              | П/я 203 (ОКБ-586), город Днепропетровск                             |
| Гражданский специалист    | Зам. гл. конструктора                            | Концевой, Василий Антонович       |              | П/я 203 (ОКБ-586), город Днепропетровск                             |
| Гражданский специалист    | инженер                                          | Жигачев, Михаил Иванович          |              | П/я 67 (ОКБ-692), город Харьков                                     |
| Гражданский специалист    | гл. конструктор                                  | Коноплёв, Борис Михайлович        |              | П/я 67 (ОКБ-692), город Харьков                                     |
| Гражданский специалист    | начальник отдела                                 | Рубанов, Иосиф Абрамович          |              | П/я 67 (ОКБ-692), город Харьков                                     |
| Гражданский специалист    |                                                  | Вейберман, Пётр Яковлевич         |              | «Арсенал», город Киев                                               |
| Гражданский специалист    |                                                  | Павленко, Евгений Иванович        |              | «Арсенал», город Киев                                               |
| Гражданский специалист    | инженер-конструктор                              | Бахрушин, Василий Степанович      |              | П/я 2460 (Опытный государственный союзный завод № 81), город Москва |
| Гражданский специалист    | инженер                                          | Сергеев, Борис Николаевич         |              | П/я 6 (ОКБ-456), город Химки, Московская область                    |
| Гражданский специалист    | зам. гл. конструктора                            | Фирсов, Георгий Фролович          |              | П/я 6 (ОКБ-456), город Химки, Московская область                    |
| Гражданский специалист    | инженер                                          | Леоненко, Гавриил Александрович   |              | П/я 6 (ОКБ-456), город Химки, Московская область                    |
| Гражданский специалист    | ведущий инженер                                  | Кошкин, Аркадий Агеевич           |              | П/я 14, город Дзержинский, Московская область                       |
| Гражданский специалист    | зам. начальника цеха                             | Бабушкин, Анатолий Степанович     |              | П/я 10, город Загорск, Московской области                           |

По информации Владимира Николаевича Антипова, проводившего поиски записей актов о смерти офицеров 5-го НИИП, погибших во время катастрофы, причиной смерти указывалась «общая травма тела».

## Список погибших от ран и ожогов, полученных во время катастрофы
Из числа военнослужащих и гражданских специалистов, получивших ожоги и ранения, 4 человека умерли в 1960—1961 годах. Кандидат исторических наук полковник В. И. Ивкин, занимавшийся в 1994 году поиском архивных материалов, имеющих отношение к катастрофе 24 октября 1960 года, приводит их имена:
| Звание       | Должность                                                                                | ФИО                        | Год рождения | Примечания |
| ------------ | ---------------------------------------------------------------------------------------- | -------------------------- | ------------ | --- |
|              | Заместитель Председателя Государственного комитета Совета Министров по оборонной технике | Гришин, Лев Архипович      | 1912         | Ожог II-III-IV степени лица, головы, шеи, левой половины грудной клетки, живота, ягодиц. Открытый перелом обеих костей правой и левой голени. Ампутация левой нижней конечности на уровне средней третьей голени. Скончался от ожогового шока и полученных травм 2 ноября 1960 года |
| Подполковник | Старший адъютант Главкома РВСН                                                           | Салло, Николай Михайлович  | 1921         | Ожог II степени нижних конечностей, лица, головы, ожог II—IV степени кистей. Скончался от ожогового шока и полученных травм 11 декабря 1960 года |
| Капитан      | Начальник группы в/ч 14332                                                               | Симонян, Арам Мордеросович | 1929         | Ожог I—II степени головы, лица, верх. и нижних конечностей, крайне тяжёлое состояние. Скончался от ожогового шока и полученных травм 16 ноября 1960 года |
| Сержант      | Командир отделения-старший наводчик                                                      | Семкив, Ярослав Стахович   | 1938         | Ожог II—III степени нижних конечностей, обеих кистей, лица и волосистой части головы. Скончался от ожогового шока и полученных травм 3 января 1961 года |

## Список раненых
Большинство раненых, чьи имена приведены в списке, были доставлены в госпиталь посёлка Ленинский в/ч 25718 для обследования и лечения. Лишь несколько раненых не попало в списки госпитализированных. К примеру, главный конструктор ракеты-носителя Р-16 Михаил Кузьмич Янгель получил ожоги и отравление газами во время спасательных работ, а впоследствии перенёс инфаркт, но в списках раненых не фигурирует.
| Звание                    | Должность                                                    | ФИО                                 | Год рождения | Примечания |
| ------------------------- | ------------------------------------------------------------ | ----------------------------------- | ------------ | --- |
| Генерал-майор артиллерии  | Командир в/ч 11284                                           | Герчик, Константин Васильевич       | 1917         | Ожог II—III степени лица, шеи, волосистой части головы, голеней, задней поверхности бёдер, ягодиц, поясничной области, кистей рук |
| Полковник                 | Командир в/ч 14332                                           | Кабанов, Анатолий Александрович     | 1923         | Ожог II степени обеих кистей рук и затылочной области головы                                                                      |
| Подполковник              | Начальник 24-го отдела                                       | Титов, Сергей Дмитриевич            | 1924         | Ожог I—II степени лица, обеих кистей, обоих бёдер                                                                                 |
| Подполковник              | Начальник 21-го отдела                                       | Столбовой, Борис Николаевич         | 1921         | Ожог II степени ягодиц, левой голени, кистей рук                                                                                  |
| Майор                     | Старший оперативный уполномоченный КГБ                       | Салеев, Михаил Васильевич           | 1921         | Ожог II степени правой кисти и затылочно-теменной области                                                                         |
| Капитан                   | Старший оперативный уполномоченный КГБ                       | Шкуратов, Николай Григорьевич       | 1919         | Ожог I и II степени кистей рук и волосистой части головы                                                                          |
| Капитан                   | Начальник группы в/ч 14332                                   | Анашкин, Василий Фёдорович          | 1926         | Отравление газами |
| Капитан                   | Заместитель начальника группы в/ч 14332                      | Шикуть, Георгий Иосифович           | 1931         | Ожоги I и II степени лица, глаз, кистей                                                                                           |
| Капитан                   | Помощник начальника штаба по режиму в/ч 14332                | Ерёменко, Иван Иванович             | 1927         | Ожог II степени правых ушных раковин, затылочной области                                                                          |
| Инженер-капитан           | Начальник группы 24-го отдела                                | Павлов, Станислав Николаевич        | 1931         | Ожог I, II и III степени лица, головы, шеи, правой кисти, бёдер и голени                                                          |
| Инженер-капитан           | Инженер 24-го отдела                                         | Талдыкин, Виталий Сергеевич         | 1930         | Ожог II степени обеих кистей, обеих ушных раковин                                                                                 |
| Капитан                   | Начальник группы в/ч 14332                                   | Настенко, Михаил Сергеевич          | 1926         | Отравление газами, ушиб правого бедра                                                                                             |
| Старший лейтенант         | Командир взвода связи в/ч 14332                              | Маслов, Анатолий Васильевич         | 1933         | Ожог I—II степени шеи, лопаток, левой руки, левой ноги, правой стопы, правой кисти                                                |
| Старший лейтенант         | Начальник расчёта в/ч 14332                                  | Ермолаев, Мирон Кондратьевич        | 1926         | Отравление газами |
| Старший лейтенант         |                                                              | Шестаков, Феликс Андреевич          | 1934         | Отравление газами |
| Старший лейтенант         | Старший техник расчёта в/ч 14332                             | Сучков, Борис Алексеевич            | 1931         | Ожог I—II степени обеих кистей, отравление газами                                                                                 |
| Старший лейтенант         | Старший техник расчёта в/ч 14332                             | Альбертин, Анатолий Викторович      | 1932         | Ожог I—II степени головы, ягодиц, коленных суставов                                                                               |
| Старший лейтенант         | Начальник расчёта                                            | Ананич, Арнольд Михайлович          | 1934         | Ожоги II степени ягодиц, левого бедра, левой голени                                                                               |
| Старший лейтенант         | Старший оператор в/ч 14332                                   | Кольцов, Станислав Иванович         | 1932         | Ожоги II степени левого плеча, обеих голеней, спины, правой кисти                                                                 |
| Старший лейтенант         | Заместитель начальника группы инж. по ДУ                     | Савкуев, Амин Мухарбекович          | 1929         | Ожог I и II степени лица, ягодиц и голени. Отравление газами                                                                      |
| Старший инженер-лейтенант | Старший инженер 24 отдела                                    | Бойко, Владимир Иванович            | 1931         | Ожог II степени правой кисти |
| Лейтенант                 | Старший техник по ведению технической документации 24 отдела | Мизгирёв, Валентин Васильевич       | 1933         | Ожог I и II степени обеих кистей, плеча, лица, шеи, груди, бёдер                                                                  |
| Лейтенант                 | Секретарь комсомольской организации в/ч 25653                | Фридрихсон, Георгий Карпович        | 1936         | Ожог I и II степени правого бедра, правой голени, лица, шеи, ушных раковин, перелом костей левой стопы                            |
| Лейтенант                 | Начальник расчёта в/ч 14332                                  | Беленков, Павел Устинович           | 1936         | Ожоги I и II степени лица, головы, третьего пальца левой кисти                                                                    |
| Инженер-лейтенант         | Инженер 24-го отдела                                         | Попов, Виталий Гаврилович           | 1938         | Ожог I и II степени головы |
| Техник-лейтенант          | Старший техник в/ч 14332                                     | Деркач, Геннадий Петрович           | 1940         | Ожог I и II степени головы, шеи, обоих плеч, кистей, левой ноги, правого бедра                                                    |
| Техник-лейтенант          | Старший техник в/ч 14332                                     | Храмцов, Владимир Михайлович        | 1939         | Ожог I и II степени кожи спины, области затылка и обеих кистей                                                                    |
| Сержант                   | Командир отделения-старший механик                           | Тарасюк, Василий Прокопович         | 1939         | Ожог I степени кистей обеих рук, лба, отравление газами, Ожоги I II степени головы и нижних конечностей                           |
| Ефрейтор                  | Старший механик                                              | Шушарин, Виктор Петрович            | 1939         | Ожог I-II-III степени правой кисти, левого предплечья, шеи, ягодиц, бёдер, голени, верхней половины спины                         |
| Ефрейтор                  | Шофер-механик                                                | Ямщиков, Алексей Иванович           | 1939         | Ожог I степени лица, левой кисти, правой кисти, разлитой бронхит, очаговая пневмония                                              |
| Ефрейтор                  | Старший механик                                              | Казаринов, Георгий Борисович        | 1940         | Ожог I и II степени ягодиц, нижних конечностей                                                                                    |
| Ефрейтор                  | Старший механик                                              | Усов, Владимир Иванович             | 1940         | Ожог II степени правой ушной раковины и теменной области                                                                          |
| Рядовой                   | Шофер-механик                                                | Бурлуцкий, Виктор Васильевич        | 1939         | Отравление газами |
| Рядовой                   | Механик                                                      | Комаров, Владимир Маркович          | 1939         | Ожоги I и II степени обеих кистей                                                                                                 |
| Рядовой                   | Механик заправки                                             | Четвертаков, Юрий Кузьмич           | 1939         | Ожог I и II степени живота, ягодиц, бёдер                                                                                         |
| Рядовой                   | Шофёр                                                        | Кокорников, Алексей Степанович      | 1939         | Ожог I и II степени ушных раковин                                                                                                 |
| Рядовой                   | Механик                                                      | Дмитриев, Владимир Семёнович        | 1940         | Ожог I и II степени кистей, ушных раковин                                                                                         |
| Рядовой                   | Шофёр                                                        | Бабенков, Анатолий Семёнович        | 1939         | Отравление газами |
| Рядовой                   | Механик                                                      | Третьяков, Владимир Михайлович      | 1939         | Ожог II степени пальцев правой кисти                                                                                              |
| Служащий промышленности   | Инженер                                                      | Мягков, Николай Алексеевич          |              | |
| Служащий промышленности   | Инженер                                                      | Волобуев, Николай Кириллович        |              | Ожог I и II степени лица, обеих кистей, правой голени, коленных суставов                                                          |
| Служащий промышленности   | Инженер                                                      | Астахов, Александр Николаевич       |              | Ожог I и II степени лица, ягодиц и голеней                                                                                        |
| Служащий промышленности   | Инженер                                                      | Луарсабов, Константин Александрович |              | Ожоги I и II степени пальцев обеих кистей, пяток                                                                                  |
| Служащий промышленности   | Инженер                                                      | Хоменя, Андрей Семёнович            |              | Ожог I и II степени обеих кистей, лица, шеи, затылочно-теменной области                                                           |
| Служащий промышленности   | Инженер                                                      | Краснов, Анатолий Константинович    |              | Ожог II степени правой кисти и правой половины лба                                                                                |